# خلية صماوية معوية
الخلايا الصماوية المعوية (بالإنجليزية: Enteroendocrine cells)‏ هي خلايا متخصصة في الجهاز الهضمي والبنكرياس بوظيفة الغدد الصماء، فهي تنتج الهرمونات المعدية المعوية أو الببتيدات استجابةً للمؤثرات المختلفة وتحررها إلى مجرى الدم من أجل التأثير الجهازي، أو تنشرها كرسل محليين، أو تنقلها إلى الجهاز العصبي المعوي لتفعيل الاستجابات العصبية. والخلايا الصماوية المعوية هي أكثر خلايا الغدد الصماء في الجسم، حيث تشكل نظام الغدد الصماء المعوية باعتبارها مجموعة فرعية من جهاز الغدد الصماء تماما كما هو النظام العصبي المعوي هو مجموعة فرعية من الجهاز العصبي، ومن المعروف أنها تعمل كمستقبلات كيميائية، تبدأ الإجراءات الهضمية، والكشف عن المواد الضارة، والشروع في استجابات وقائية، وتوجد تلك الخلايا في المعدة، والأمعاء، والبنكرياس.

## الخلايا الصماوية المعوية في الأمعاء
لا تتجمع الخلايا الصماوية المعوية في الأمعاء معا ولكنها تنتشر كخلايا مفردة في جميع أنحاء القناة المعوية.
وتشمل الهرمونات التي يتم إفرازها السوماتوستاتين، والموتالين، والكوليسيستوكينين، والنيوروتنسين، وببتيد الأمعاء منشط الأوعية، والجلوكاجون المعوي.

### الخلية K
تفرز الخلايا K عديد الببتيد المعدي المثبط، وهو إنكرتين، الذي يعزز أيضًا تخزين الدهون الثلاثية.

### خلية L
تفرز الخلايا L الببتيد-1 شبيه الجلوكاجون، وهو إنكرتين، والببتيد YY3-36 البنكرياسي، والأوكسينتوموديلين، والببتيد -2 شبيه الجلوكاجون. وتوجد الخلايا L بشكل أساسي في اللفائفي والأمعاء الغليظة (القولون)، ولكن بعضها موجود أيضًا في الاثني عشر والصائم.

### الخلية I
تفرز الخلايا I كوليسيستوكينين، وتقع في الإثني عشر والصائم، وتعدل إفراز الصفراء، وإفرازات البنكرياس الخارجية، والشبع.

### الخلية G
خلايا صماوية معوية معدية، تحرر الغاسترين، وتحفز إفراز حمض المعدة.

### خلية كرومافين معوية
خلايا كرومافين المعوية هي الخلايا المعوية والعصبية الصماء تشابه خلايا كرومافين في لب الكظر، التي تفرز السيروتونين.

### خلية شبيهة المعوية أليفة الكروم
خلية شبيهة المعوية أليفة الكروم هي نوع من الخلايا العصبية الصماء، التي تفرز الهستامين.

### الخلية N
تقع في الصائم، وتفرز النيوروتنسين، وتسيطر على تقلص العضلات الملساء.

### الخلية S
تفرز الخلايا S سكريتين من الإثني عشر والصائم، وتحفز إفرازات البنكرياس الخارجية.

### الخلية D
تسمى أيضا خلايا دلتا، وتفرز السوماتوستاتين.

### الخلية M
- تختلف عن خلايا M الموجودة في بقع بير.
- تفرز موتيلين.[18][19]

## خلايا صماوية معوية معدية
توجد الخلايا الصماوية المعدية في غدد المعدة، وتوجد معظمها في قاعدتها. وتفرز الخلايا جي الغاسترين، ويمكن للألياف العصبية ما بعد العقدة العصبية للعصب الحائر أن تطلق الببتيد المحرر الغاسترين أثناء التحفيز الجهاز العصبي اللاودي لتحفيز إفرازه. والخلية شبيهة المعوية أليفة الكروم هي خلايا معوية صماوية وخلايا عصبية صماوية معروفة أيضا بتشابهها مع خلايا الكروموفين التي تفرز الهيستامين، والتي تحفز الخلايا جي على إفراز الغاسترين.
وتشمل الهرمونات الأخرى المنتَجة كوليسيستوكينين، وسوماتوستاتين، والببتيد المعوي المنشط للأوعية، والمادة P، وألفا وغاما إندورفين.

## خلايا صماوية معوية في البنكرياس
توجد الخلايا الصماوية المعوية في البنكرياس في جزر لانجرهانز، وتنتج الأنسولين والجلوكاجون. وينظم الجهاز العصبي الذاتي إفرازه، مع التحفيز اللاودي المتوازن الذي يحفز إفراز الأنسولين ويثبط إفراز الجلوكاجون، والجهاز العصبي الودي له تأثير معاكس.
وتشمل الهرمونات الأخرى المنتَجة السوماتوستاتين، وعديد ببتيد البنكرياس، والأميلين، والجريلين.

## الأهمية الإكلينيكية
تتطور الأورام السرطانية وغير السرطانية النادرة والبطيئة من هذه الخلايا، وعندما ينشأ ورم يكون لديه القدرة على إفراز كميات كبيرة من الهرمونات.

## تاريخ
حدث اكتشاف الهرمونات خلال دراسات حول كيفية تنظيم الجهاز الهضمي لأنشطته، كما هو موضح في اكتشاف السكريتين.

## روابط خارجية
- صور نسيجية: 11604loa — نظام تعلم علم الأنسجة في جامعة بوسطن - "Endocrine System: duodenum, enteroendocrine cells"